# Rajasaurus narmadensis
Rajasaurus narmadensis es la única especie conocida del género extinto Rajasaurus ("dinosaurio real") de dinosaurio terópodo abelisáurido, que vivió a finales del período Cretácico Superior, hace 66 millones de años, en el Maastrichtiano, en lo que hoy es el Subcontinente indio. Entre 1982 y 1984, los huesos fosilizados fueron descubiertos por Suresh Srivastava, del Estudio Geológico de la India, GSI. Encontrados en Rahioli, en el distrito Kheda del estado de Guyarat, en el valle del río Narmadá, fue anunciado como nuevo género del dinosaurio por los científicos estadounidenses e indios en 2003.
Los paleontólogos Paul Sereno de la Universidad de Chicago, Jeff Wilson de la Universidad de Míchigan y Suresh Srivastava del GSI trabajaron en una expedición indoestadounidense en el estudio de los fósiles del río Narmadá. Los restos representan a la nueva especie Rajasaurus narmadensis, que significa ‘lagarto real del Narmadá’.
Huesos de Rajasaurus no solo han sido encontrados en Rahioli, Guyarat, sino también más arriba en Jabalpur, en el estado de Madhya Pradesh.

## Descripción

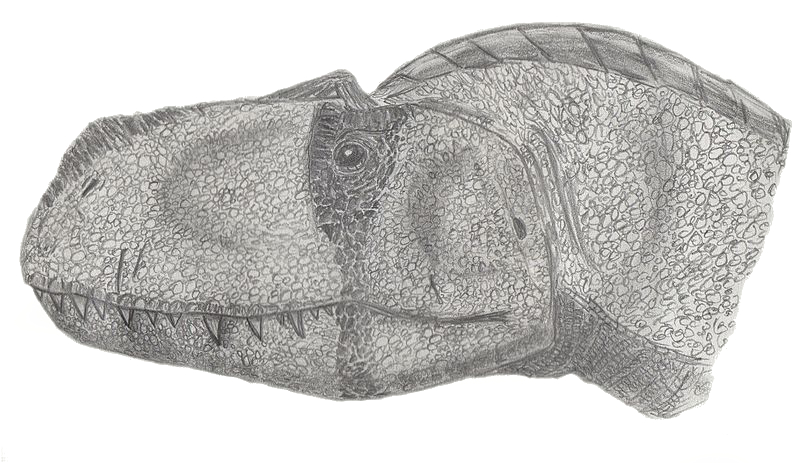
Recreación.

Rajasaurus era un robusto dinosaurio depredador de entre 6 a 7 metros de largo y 2,4 de alto, con un peso estimado que rondaría las 400 a 700 kilos. Entre los restos aparece el primer cráneo completo descrito de un gran dinosaurio depredador en la India, y su inclusión dentro de los abelisáuridos muestra la gran distribución mundial que presentó este grupo de dinosaurios. Esta cabeza era corta, de solo 60 centímetros de largo y con lo que podría ser un distintivo bajo cuerno redondeado en el medio de la frente.
En 2010, el paleontólogo Gregory S. Paul estimó la longitud corporal de Rajasaurus en 11 metros y el peso en 4 toneladas. En 2016, se estimó que su longitud era de 6,6 metros. Rajasaurus se parecía mucho al abelisáurido de Madagascar Majungasaurus, con una separación de 20 millones de años. Los abelisáuridos típicamente tenían cuatro dedos, brazos cortos y, para compensar, una cabeza de construcción pesada que era la herramienta principal para cazar, sin embargo, el cráneo era corto, probablemente tenían una modesta musculatura de la mandíbula y los dientes eran cortos. Los abelisáuridos probablemente tenían una fuerza de mordida similar a la del Allosaurus en alrededor de 3500 newtons.

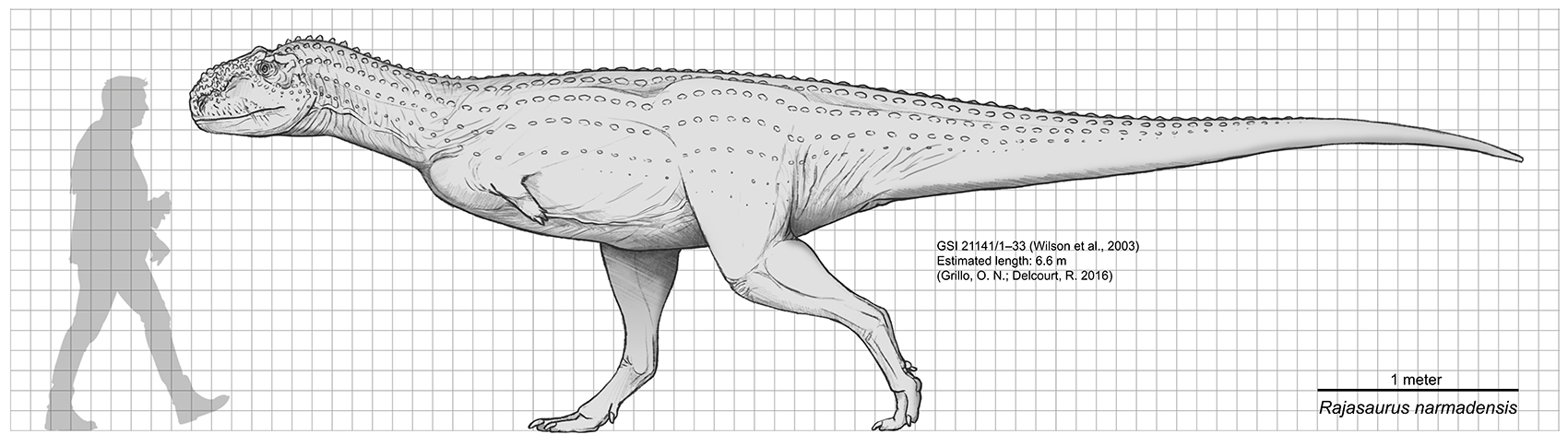
Diagrama de escala de Rajasaurus y un humano

En la caja del cerebro, solo se conservan los lados izquierdos de los huesos parietal y frontal. La caja del cerebro es gruesa, y los frontales alcanzan un grosor máximo de 4 centímetros por encima de la cuenca del ojo. En los frontales cerca de la línea media hay un camino para el tracto olfativo que es parte del olfato. Los bordes de las fosas supratemporales, depresiones a ambos lados de la parte superior del cráneo, forman una cresta sagital baja a lo largo de la mitad de la parte superior del cráneo. Los bordes frontales de las fosas son inusualmente empinados. Los abelisáuridos, por lo general, tenían fenestras alargadas, agujeros en el cráneo, debajo del hueso cuadrado cerca de la parte inferior del cráneo, pero Rajasaurus tenía fenestras supratemporales alargadas cerca de la parte superior del cráneo. A diferencia de otros terópodos pero similar a Majungasaurus , la crista prootica, que es típicamente una cresta a lo largo del hueso de la cápsula ótica en la oreja, sobresale más hacia afuera como un muñón.
Rajasaurus tenía un cuerno bajo en la frente que está hecho principalmente del hueso nasal más que del frontal, a diferencia del cuerno de Majungasaurus . El cuerno en vida era probablemente del mismo tamaño que el cuerno fosilizado, a diferencia de Carnotaurus, donde en vida el cuerno estaba extendido por una capa de piel engrosada. Aunque Rajasaurus tenía una capa de piel más gruesa, probablemente no aumentaba la longitud total del cuerno. Un surco en forma de canal bordeado por una pared elevada está presente donde el frontal se encuentra con el nasal, disminuyendo en altura y ancho hacia la línea media, que sirve para sostener el cuerno en el nasal.

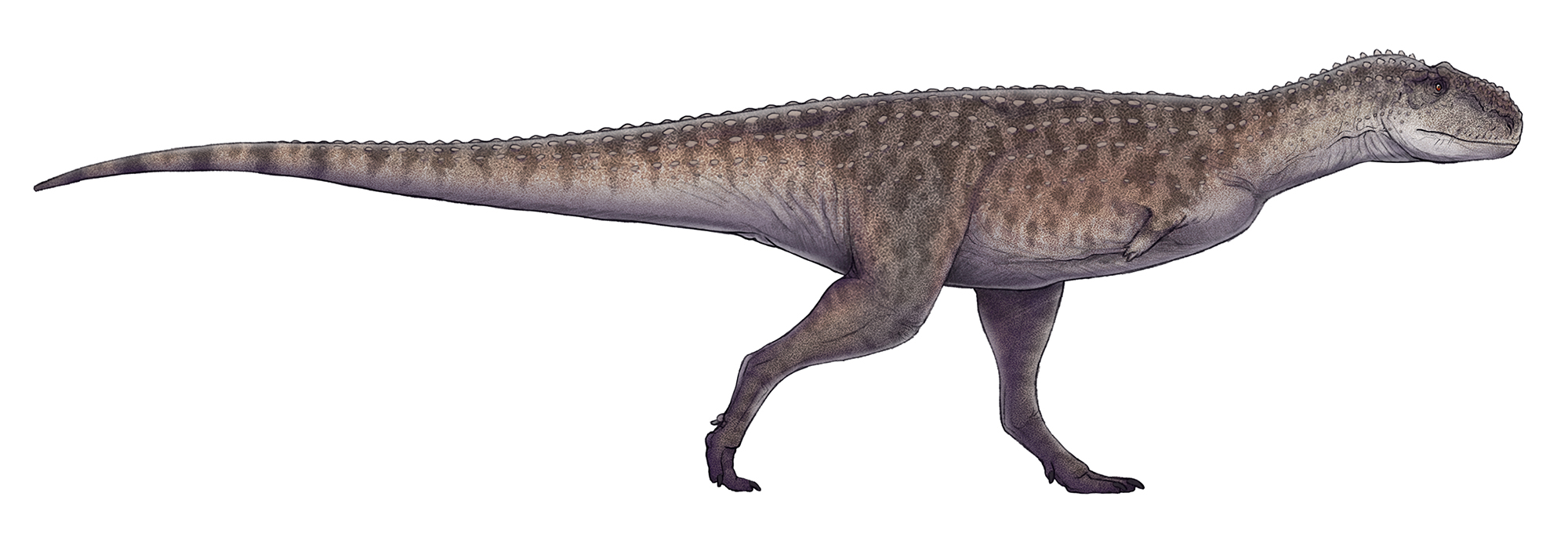
Restauración en vida.

Sólo se conserva una vértebra del cuello, probablemente una vértebra media, y es proporcionalmente más corta que la de otros ceratosaurianos, más ancha que alta y con forma de carrete. Como en otros ceratosaurianos, la cara posterior de la vértebra donde se conecta con otra vértebra es muy cóncava, sin embargo, a diferencia de otros ceratosaurianos, la cara frontal también es cóncava. Como otros ceratosaurios, la vértebra del cuello tiene dos bolsas de aire , aunque están inusualmente cerca de la cabeza. Se encontraron once vértebras dorsales parciales en forma de carrete, pero sólo una, muy probablemente la cuarta vértebra torácica, está bien conservada; las caras son cóncavas y más profundas que anchas, en contraste con la vértebra del cuello, que es la opuesta. Estas vértebras contienen muchas bolsas de aire. El lado inferior de seis  vértebras sacras se conservan, son alargadas y tienen un ancho decreciente hacia los extremos, y no tienen arqueamiento. Se encontraron tres vértebras de la cola parciales , probablemente de la sección media de la cola, y también tienen caras cóncavas, pero son más cilíndricas que en forma de carrete.
La parte de la cadera que sobresale para unirse al isquion, el pedúnculo isquiático, se proyecta más hacia afuera que el pedúnculo púbico, lo que hace que la articulación de la cadera esté más abajo en la parte posterior inferior de la cadera. Las crestas ilíacas , en el otro lado de la cadera desde el isquion y el hueso púbico, son delgadas en comparación con el área de la articulación de la cadera, de 1 y 8 centímetros de grosor respectivamente. El peroné, en la parte exterior de la pierna por debajo de la rodilla, disminuye de ancho de arriba abajo y es ligeramente cóncavo. Similar a Ceratosaurus, el segundo hueso metatarsiano que conecta el hueso del tobillo hasta el segundo dedo, es robusto, tiene una articulación ovalada y ligeramente cóncava entre este y el tobillo, y el ancho no disminuye a medida que se acerca a los dedos. El cuarto hueso metatarsiano tiene proporciones similares al segundo metatarsiano. Se conservan ambos segundos metatarsianos y solo se conserva el cuarto metatarsiano izquierdo.

## Descubrimiento e investigación

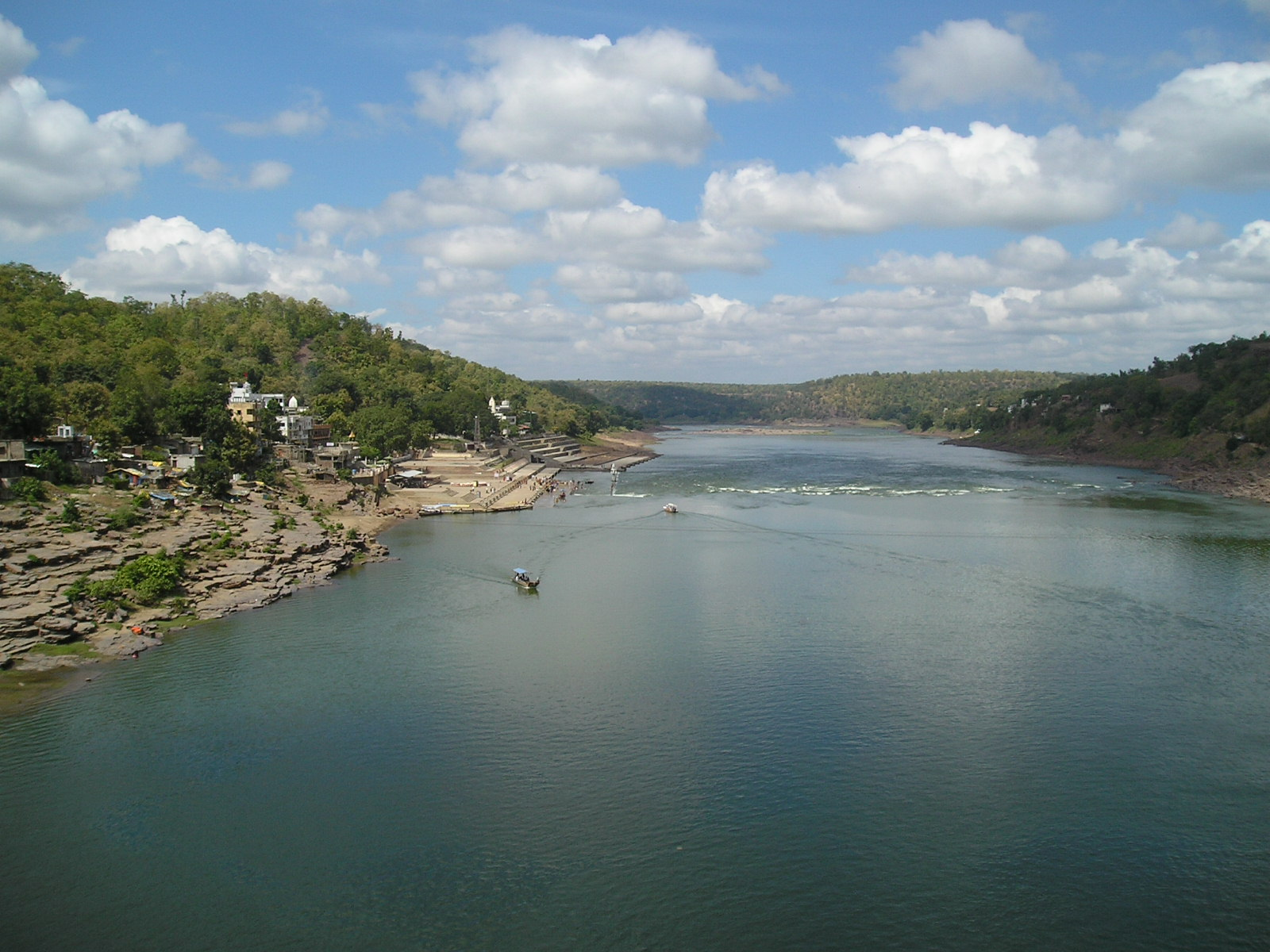
El río Narmada fluye a través de Madhya Pradesh, en el centro de la India, donde los fósiles de Rajasaurus se han encontrado.

El río Narmada, en la India central, drena el valle del mismo nombre corriendo de este a oeste, en estrechos cañones para desembocar en el Mar Arábigo después de recorrer 1312 kilómetros. El valle de Narmada es famoso por el descubrimiento de muchos hallazgos fósiles. Huesos de dinosaurios han sido reportados en este lugar desde el siglo XIX. En 1877, el geólogo británico Richard Lydekker encontró varios fósiles de dinosaurio en el área, incluyendo los que pertenecen a Titanosaurus índicus.
La historia de los fósiles del Rajasaurus comienza en 1981. Fue en esa época cuando a G.N. Dwivedi y D.M. Mohabey, geólogos del GSI, estando en una misión de mapeo, los trabajadores de la mina de cemento CRNA de Rahioli, Guyarat, les mostraron lisas bolas de piedra caliza extraídas de la mina. Estas "bolas" resultaron ser huevos de dinosaurios. Los geólogos también encontraron que el lecho de piedra caliza que contenía los huevos fosilizados fue la base de una capa de gruesa piedra arenisca y conglomerado con abundantes huesos fósiles de dinosaurios.
Durante los años de 1982 a 1984 Suresh Srivastava, un geólogo del GSI bajo la dirección de la División de Paleontología del GSI en la región oeste, recogió gran número de huesos fósiles de la zona de Rahioli, y realizó precisos mapas de la zona. Inicialmente, estos fósiles dieron lugar a dos trabajos de investigación, y los fósiles fueron almacenados en la división de la paleontología en Jaipur para la identificación. Había un período de calma en actividad adicional hasta que un acuerdo fuera firmado con la Universidad de Panyab en 1994/ 95.

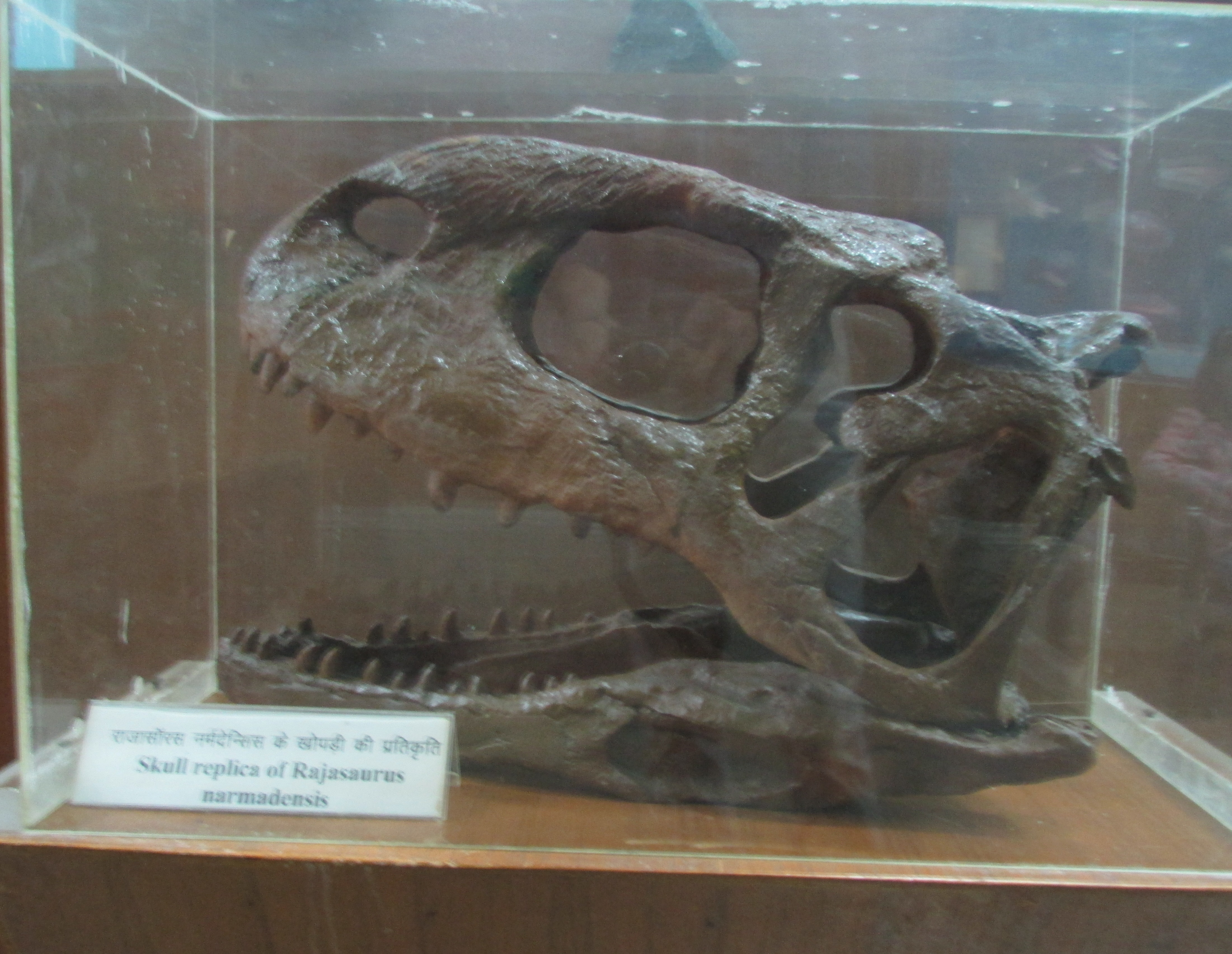
Cráneo reconstruido, Museo Regional de Historia Natural, Bhopal.

En 2001, investigación adicional sobre los fósiles fue continuada por dos científicos estadounidenses patrocinados por el Instituto Estadounidense de Estudios Indios, Nueva Delhi y la Sociedad Geográfica Nacional, EE. UU.. Los estadounidenses Paul Sereno y Jeff Wilson comenzaron la reconstrucción de la colección de huesos de dinosaurio recolectados entre 1983 y 1984. El equipo de científicos, después de un estudio detallado de los mapas que se prepararan en los estudios de campo anteriores de Srivastava, pudieron reconstruir el cráneo parcial, los huesos izquierdos y derechos de la cadera, y un sacro. Interpretaron las piezas del cráneo y el cuerno similares a los de dinosaurios encontrados en Madagascar.
Los fósiles de Rajasaurus también se encontraron cerca de Jabalpur en Madhya Pradesh. Contando todos, los fósiles recogidos incluyen un cráneo parcial, huesos de los miembros, cadera, y vértebras.
Aunque Rajasaurus fue descrito formalmente en 2003, se conocen fósiles descritos en 1923 que puede pertenecer a este género. Charles Matley describió a Lametasaurus índicus en ese año da partir de especímenes que incluyen ilion, sacro, tibia, y osteodermos encontrados en Bara Simla.
Lametasaurus fue más adelante considerado una quimera, y Wilson et al. Han sugerido que el ilion y el sacro, ahora perdidos, fueran ejemplos de Rajasaurus.
El descubrimiento de Rajasaurus brinda más información sobre las relaciones evolutivas de abelisáuridos, ya que los especímenes previamente descritos de la India eran principalmente los huesos aislados. En una conferencia de prensa de 2003 sobre el descubrimiento de Rajasaurus, Sereno comentó:

El descubrimiento, que será puesto para el examen antes de expertos mundiales, será importante puesto que ayudaría en sumar al conocimiento actual sobre los dinosaurios que pertenece a la familia de depredadores de Abelisáuridos y que agrega un nuevo punto de vista de los dinosaurios en el subcontinente indio.

el holotipo de Rajasaurus comprende un esqueleto parcial, Tipo GSI No. 21141/1-33, que incluye el maxilares, premaxilares, la caja craneana y el hueso cuadrado del cráneo y partes de la columna, hueso de la cadera, piernas y cola de restos poscraneales. Es el primer terópodo indio que ha conservado estos restos poscraneales. Es posible que Rajasaurus, Lametasaurus e Indosaurus sean sinónimos, aunque esto no se puede confirmar debido a restos fragmentarios y que de Lametasaurus se ha perdido la muestra.

### Etimología
El nombre genérico Rajasaurus deriva del sánscrito rāja, que significa "rey, soberano, jefe o el mejor de su clase" y del griego antiguo sauros, que significa "lagarto" y su nombre específico R. narmadensis se refiere al río Narmada en el centro de la India, cerca de donde fue descubierto.

## Clasificación
Wilson, en 2003, asignó a Rajasaurus a la subfamilia Carnotaurinae, estando más estrechamente relacionado con abelisáuridos como Majungasaurus y el Carnotaurus sudamericano que con abelisáuridos africanos, ya que África, según él, se había separado primero de Gondwana, y Sudamérica, India y Madagascar. estaban conectados a través de la Antártida, sobre la base de varias similitudes, como la presencia de una cresta sagital, vértebras del cuello con dos bolsas de aire, la configuración de los huesos nasales, un crecimiento carnoso, " excrecencia ", en el hueso frontal y una gruesa techo de calavera. Sin embargo, si este fuera el caso, entonces los abelisáuridos africanos mostrarían endemismo y no Rajasaurus. En 2008, el paleontólogo Matthew Carrano creó la subfamilia Brachyrostra para abelisáuridos sudamericanos como un taxón hermano de Carnotaurinae, con los abelisáuridos migrando a través de los continentes de Gondwana a través de pequeñas conexiones terrestres a medida que se separaban hasta que se separaron por completo en el Cretácico Medio.
En 2014, la subfamilia Majungasaurinae fue erigida por el paleontólogo Thierry Tortosa para separar a los recién descubiertos Arcovenator, Majungasaurus, Indosaurus, Rahiolisaurus y Rajasaurus de los abelisáuridos sudamericanos basándose en características físicas como las fenestras antorbitales alargadas delante de las cuencas de los ojos y una cresta sagital que se ensancha en una superficie triangular hacia la parte delantera de la cabeza. A pesar de las grandes barreras oceánicas, se ha sugerido que en el Cretácico Superior tuvo lugar una migración de abelisáuridos entre África, Europa, Madagascar e India, que finalmente aisló a los abelisáuridos de América del Sur. Es posible que la migración haya ocurrido entre Europa e India a través de África dada su proximidad a ambos, y el arco volcánico de islas Dras-Kohistan puede haber permitido el salto de isla en isla y un camino indirecto hacia Asia, aunque estas son explicaciones todavía cuestionables. Rajasaurus se distingue de otros géneros por su único cuerno en la frente, aunque Majungasaurus también solo tiene uno, las fenestras supratemporales alargadas, agujeros en la parte superior trasera del cráneo y los huesos ilíacos en la cadera que presentan una cresta que separa la plataforma brevis. de la articulación de la cadera.

### Filogenia
Tortosa y colegas en 2014 recuperaron el siguiente cladograma.

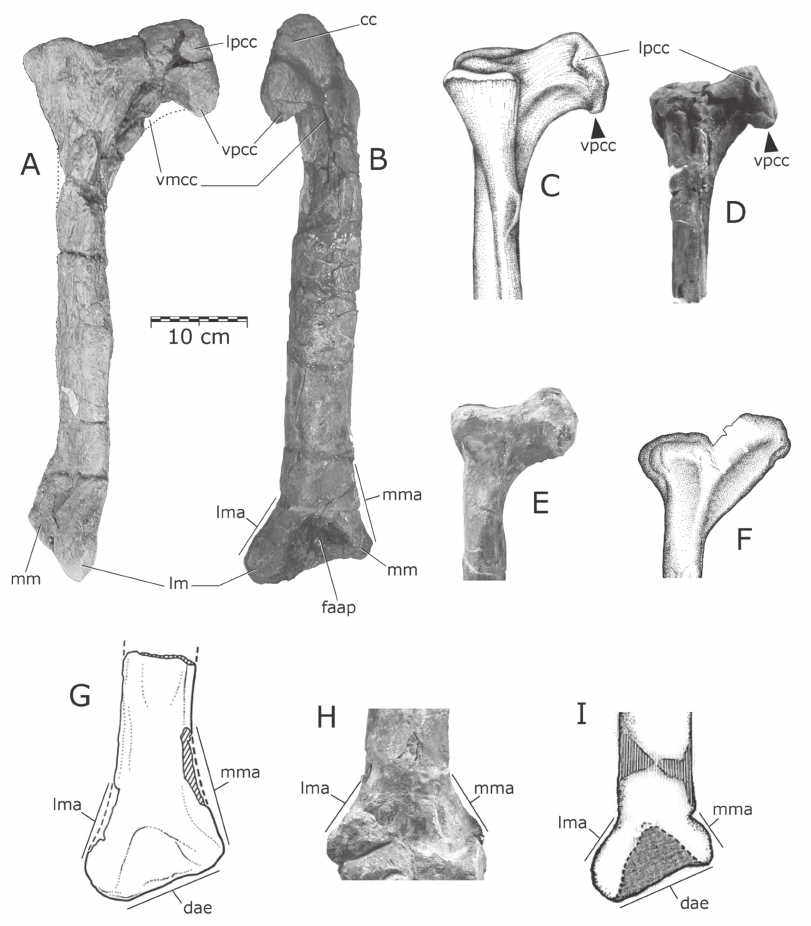
Tibias de abelisáuridos. G es Rajasaurus

| Carnotaurinae | \| \| Carnotaurus \| \| \| \| \| \| Abelisaurus \| \| \| \| |
|               | \| \| Carnotaurus \| \| \| \| \| \| Abelisaurus \| \| \| \| |
|               | Carnotaurus                                                 |
|               |                                                             |
|               | Abelisaurus                                                 |
|               |                                                             |

|  | Carnotaurus |
|  |             |
|  | Abelisaurus |
|  |             |

| Majungasaurinae | \| \| Rajasaurus \| \| \| \| \| \| Majungasaurus \| \| \| \| \| \| Indosaurus \| \| \| \| \| \| Rahiolisaurus \| \| \| \| \| \| Arcovenator \| \| \| \| |
|                 | \| \| Rajasaurus \| \| \| \| \| \| Majungasaurus \| \| \| \| \| \| Indosaurus \| \| \| \| \| \| Rahiolisaurus \| \| \| \| \| \| Arcovenator \| \| \| \| |
|                 | Rajasaurus |
|                 | |
|                 | Majungasaurus |
|                 | |
|                 | Indosaurus |
|                 | |
|                 | Rahiolisaurus |
|                 | |
|                 | Arcovenator |
|                 | |

|  | Rajasaurus    |
|  |               |
|  | Majungasaurus |
|  |               |
|  | Indosaurus    |
|  |               |
|  | Rahiolisaurus |
|  |               |
|  | Arcovenator   |
|  |               |

| Carnotaurinae | \| \| Carnotaurus \| \| \| \| \| \| Abelisaurus \| \| \| \| |
|               | \| \| Carnotaurus \| \| \| \| \| \| Abelisaurus \| \| \| \| |
|               | Carnotaurus                                                 |
|               |                                                             |
|               | Abelisaurus                                                 |
|               |                                                             |

|  | Carnotaurus |
|  |             |
|  | Abelisaurus |
|  |             |

| Majungasaurinae | \| \| Rajasaurus \| \| \| \| \| \| Majungasaurus \| \| \| \| \| \| Indosaurus \| \| \| \| \| \| Rahiolisaurus \| \| \| \| \| \| Arcovenator \| \| \| \| |
|                 | \| \| Rajasaurus \| \| \| \| \| \| Majungasaurus \| \| \| \| \| \| Indosaurus \| \| \| \| \| \| Rahiolisaurus \| \| \| \| \| \| Arcovenator \| \| \| \| |
|                 | Rajasaurus |
|                 | |
|                 | Majungasaurus |
|                 | |
|                 | Indosaurus |
|                 | |
|                 | Rahiolisaurus |
|                 | |
|                 | Arcovenator |
|                 | |

|  | Rajasaurus    |
|  |               |
|  | Majungasaurus |
|  |               |
|  | Indosaurus    |
|  |               |
|  | Rahiolisaurus |
|  |               |
|  | Arcovenator   |
|  |               |

| Carnotaurinae | \| \| Carnotaurus \| \| \| \| \| \| Abelisaurus \| \| \| \| |
|               | \| \| Carnotaurus \| \| \| \| \| \| Abelisaurus \| \| \| \| |
|               | Carnotaurus                                                 |
|               |                                                             |
|               | Abelisaurus                                                 |
|               |                                                             |

|  | Carnotaurus |
|  |             |
|  | Abelisaurus |
|  |             |

| Majungasaurinae | \| \| Rajasaurus \| \| \| \| \| \| Majungasaurus \| \| \| \| \| \| Indosaurus \| \| \| \| \| \| Rahiolisaurus \| \| \| \| \| \| Arcovenator \| \| \| \| |
|                 | \| \| Rajasaurus \| \| \| \| \| \| Majungasaurus \| \| \| \| \| \| Indosaurus \| \| \| \| \| \| Rahiolisaurus \| \| \| \| \| \| Arcovenator \| \| \| \| |
|                 | Rajasaurus |
|                 | |
|                 | Majungasaurus |
|                 | |
|                 | Indosaurus |
|                 | |
|                 | Rahiolisaurus |
|                 | |
|                 | Arcovenator |
|                 | |

|  | Rajasaurus    |
|  |               |
|  | Majungasaurus |
|  |               |
|  | Indosaurus    |
|  |               |
|  | Rahiolisaurus |
|  |               |
|  | Arcovenator   |
|  |               |

| Carnotaurinae | \| \| Carnotaurus \| \| \| \| \| \| Abelisaurus \| \| \| \| |
|               | \| \| Carnotaurus \| \| \| \| \| \| Abelisaurus \| \| \| \| |
|               | Carnotaurus                                                 |
|               |                                                             |
|               | Abelisaurus                                                 |
|               |                                                             |

|  | Carnotaurus |
|  |             |
|  | Abelisaurus |
|  |             |

| Majungasaurinae | \| \| Rajasaurus \| \| \| \| \| \| Majungasaurus \| \| \| \| \| \| Indosaurus \| \| \| \| \| \| Rahiolisaurus \| \| \| \| \| \| Arcovenator \| \| \| \| |
|                 | \| \| Rajasaurus \| \| \| \| \| \| Majungasaurus \| \| \| \| \| \| Indosaurus \| \| \| \| \| \| Rahiolisaurus \| \| \| \| \| \| Arcovenator \| \| \| \| |
|                 | Rajasaurus |
|                 | |
|                 | Majungasaurus |
|                 | |
|                 | Indosaurus |
|                 | |
|                 | Rahiolisaurus |
|                 | |
|                 | Arcovenator |
|                 | |

|  | Rajasaurus    |
|  |               |
|  | Majungasaurus |
|  |               |
|  | Indosaurus    |
|  |               |
|  | Rahiolisaurus |
|  |               |
|  | Arcovenator   |
|  |               |

| Carnotaurinae | \| \| Carnotaurus \| \| \| \| \| \| Abelisaurus \| \| \| \| |
|               | \| \| Carnotaurus \| \| \| \| \| \| Abelisaurus \| \| \| \| |
|               | Carnotaurus                                                 |
|               |                                                             |
|               | Abelisaurus                                                 |
|               |                                                             |

|  | Carnotaurus |
|  |             |
|  | Abelisaurus |
|  |             |

| Majungasaurinae | \| \| Rajasaurus \| \| \| \| \| \| Majungasaurus \| \| \| \| \| \| Indosaurus \| \| \| \| \| \| Rahiolisaurus \| \| \| \| \| \| Arcovenator \| \| \| \| |
|                 | \| \| Rajasaurus \| \| \| \| \| \| Majungasaurus \| \| \| \| \| \| Indosaurus \| \| \| \| \| \| Rahiolisaurus \| \| \| \| \| \| Arcovenator \| \| \| \| |
|                 | Rajasaurus |
|                 | |
|                 | Majungasaurus |
|                 | |
|                 | Indosaurus |
|                 | |
|                 | Rahiolisaurus |
|                 | |
|                 | Arcovenator |
|                 | |

|  | Rajasaurus    |
|  |               |
|  | Majungasaurus |
|  |               |
|  | Indosaurus    |
|  |               |
|  | Rahiolisaurus |
|  |               |
|  | Arcovenator   |
|  |               |

| Carnotaurinae | \| \| Carnotaurus \| \| \| \| \| \| Abelisaurus \| \| \| \| |
|               | \| \| Carnotaurus \| \| \| \| \| \| Abelisaurus \| \| \| \| |
|               | Carnotaurus                                                 |
|               |                                                             |
|               | Abelisaurus                                                 |
|               |                                                             |

|  | Carnotaurus |
|  |             |
|  | Abelisaurus |
|  |             |

| Majungasaurinae | \| \| Rajasaurus \| \| \| \| \| \| Majungasaurus \| \| \| \| \| \| Indosaurus \| \| \| \| \| \| Rahiolisaurus \| \| \| \| \| \| Arcovenator \| \| \| \| |
|                 | \| \| Rajasaurus \| \| \| \| \| \| Majungasaurus \| \| \| \| \| \| Indosaurus \| \| \| \| \| \| Rahiolisaurus \| \| \| \| \| \| Arcovenator \| \| \| \| |
|                 | Rajasaurus |
|                 | |
|                 | Majungasaurus |
|                 | |
|                 | Indosaurus |
|                 | |
|                 | Rahiolisaurus |
|                 | |
|                 | Arcovenator |
|                 | |

|  | Rajasaurus    |
|  |               |
|  | Majungasaurus |
|  |               |
|  | Indosaurus    |
|  |               |
|  | Rahiolisaurus |
|  |               |
|  | Arcovenator   |
|  |               |

| Carnotaurinae | \| \| Carnotaurus \| \| \| \| \| \| Abelisaurus \| \| \| \| |
|               | \| \| Carnotaurus \| \| \| \| \| \| Abelisaurus \| \| \| \| |
|               | Carnotaurus                                                 |
|               |                                                             |
|               | Abelisaurus                                                 |
|               |                                                             |

|  | Carnotaurus |
|  |             |
|  | Abelisaurus |
|  |             |

| Majungasaurinae | \| \| Rajasaurus \| \| \| \| \| \| Majungasaurus \| \| \| \| \| \| Indosaurus \| \| \| \| \| \| Rahiolisaurus \| \| \| \| \| \| Arcovenator \| \| \| \| |
|                 | \| \| Rajasaurus \| \| \| \| \| \| Majungasaurus \| \| \| \| \| \| Indosaurus \| \| \| \| \| \| Rahiolisaurus \| \| \| \| \| \| Arcovenator \| \| \| \| |
|                 | Rajasaurus |
|                 | |
|                 | Majungasaurus |
|                 | |
|                 | Indosaurus |
|                 | |
|                 | Rahiolisaurus |
|                 | |
|                 | Arcovenator |
|                 | |

|  | Rajasaurus    |
|  |               |
|  | Majungasaurus |
|  |               |
|  | Indosaurus    |
|  |               |
|  | Rahiolisaurus |
|  |               |
|  | Arcovenator   |
|  |               |

| Carnotaurinae | \| \| Carnotaurus \| \| \| \| \| \| Abelisaurus \| \| \| \| |
|               | \| \| Carnotaurus \| \| \| \| \| \| Abelisaurus \| \| \| \| |
|               | Carnotaurus                                                 |
|               |                                                             |
|               | Abelisaurus                                                 |
|               |                                                             |

|  | Carnotaurus |
|  |             |
|  | Abelisaurus |
|  |             |

| Majungasaurinae | \| \| Rajasaurus \| \| \| \| \| \| Majungasaurus \| \| \| \| \| \| Indosaurus \| \| \| \| \| \| Rahiolisaurus \| \| \| \| \| \| Arcovenator \| \| \| \| |
|                 | \| \| Rajasaurus \| \| \| \| \| \| Majungasaurus \| \| \| \| \| \| Indosaurus \| \| \| \| \| \| Rahiolisaurus \| \| \| \| \| \| Arcovenator \| \| \| \| |
|                 | Rajasaurus |
|                 | |
|                 | Majungasaurus |
|                 | |
|                 | Indosaurus |
|                 | |
|                 | Rahiolisaurus |
|                 | |
|                 | Arcovenator |
|                 | |

|  | Rajasaurus    |
|  |               |
|  | Majungasaurus |
|  |               |
|  | Indosaurus    |
|  |               |
|  | Rahiolisaurus |
|  |               |
|  | Arcovenator   |
|  |               |

## Paleobiología

### Función del cuerno
El cuerno de Rajasaurus podría haber sido usado para exhibir o dar cabezazos con otros individuos de su misma especie. Los cabezazos, que se infieren por la falta de hueso esponjoso que absorbe los impactos en el cráneo, podrían haber sido partidos de empujones de bajo movimiento como las iguanas marinas de hoy en día o enfocados en el cuello y el flanco como jirafas o ambos. Sin embargo, los músculos del cuello en los abelisáuridos estaban adaptados para soportar un alto estrés . El cuerno podría haber sido utilizado para defender territorios o para aparearse.

### Métodos de caza
Los abelisáuridos pueden haber sido depredadores de emboscada , usando una táctica de morder y sujetar para cazar presas grandes. Los huesos de las patas de Majungasaurus son comparativamente cortos en comparación con otros terópodos de tamaño similar, lo que sugiere que el dinosaurio era comparativamente más lento, esta misma condición se observa en Rajasaurus. Sin embargo, es posible que los ceratosaurianos hayan podido acelerar rápidamente.

## Palaeoecología

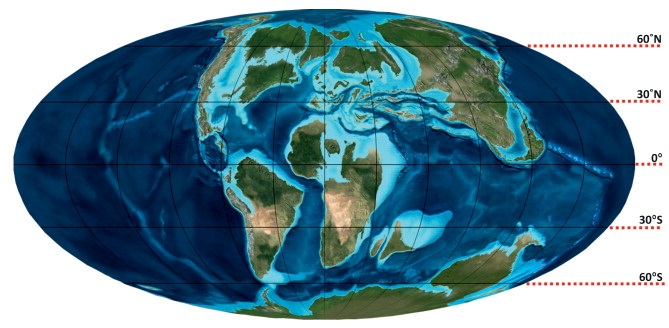
La India era una isla del Cretácico Superior.

Rajasaurus se ha encontrado en la Formación Lameta, una unidad de roca fechada radiométricamente en la edad de Maastrichtiano del último Cretácico que representa un paisaje árido o semiárido con un río que lo atraviesa, probablemente proporcionando una cobertura de arbustos cerca del agua, que se formó entre episodios de vulcanismo en las traps de Deccan. Rajasaurus probablemente habitó lo que ahora es el valle del río Narmada. La formación es conocida por ser un sitio de anidación de saurópodos, que produjp varios huevos de dinosaurio y las manadas de saurópodos probablemente eligieron suelo arenoso para anidar, aunque se han encontrado huevos pertenecientes a grandes terópodos, se desconoce si pertenecen a Rajasaurus. Los restos de coprolitos de saurópodos indican que vivían en un paisaje boscoso, consumiendo plantas como las coníferas Podocarpus, Araucaria y Cheirolepidiaceae, cícadas. palmeras; las primeras hierbas y plantas con flores Caryophyllaceae, Sapindaceae y Acanthaceae. La serpiente prehistórica Sanajeh principalmente atacó los nidos de saurópodos en busca de huevos, aunque es posible que también atacara huevos de terópodos más pequeños.

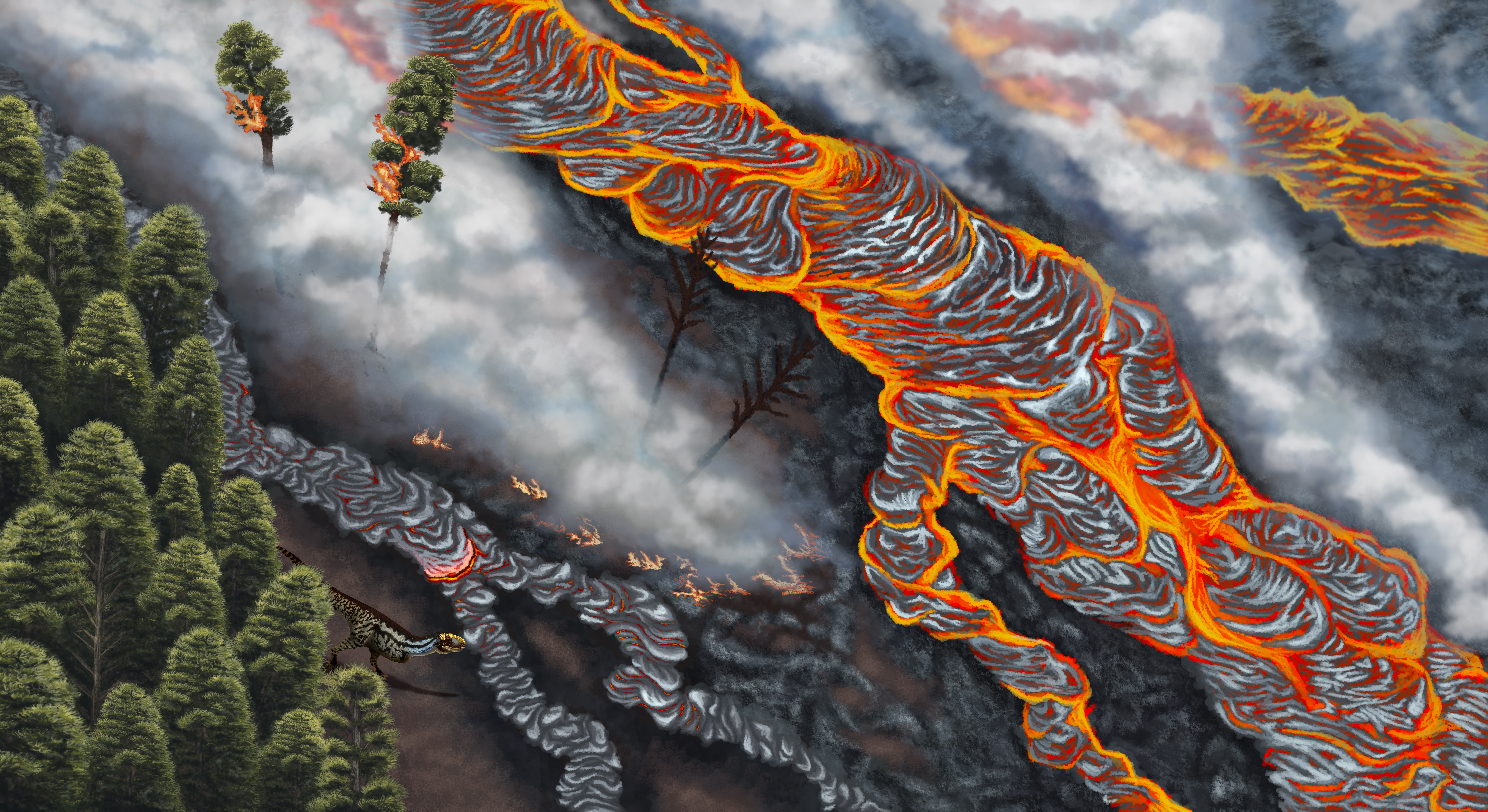
La formación Lameta estuvo muy marcada por episodios de vulcanismo.

India, en el Cretácico Superior, se había separado de Madagascar y América del Sur durante la desintegración de Gondwana, y Rajasaurus vivía en una isla aislada, debiendo haber causando endemismo y características únicas que no se verían en otros abelisáuridos. Sin embargo, a pesar de ser una isla, no hay evidencia de animales endémicos con rasgos únicos de la India del Cretácico Superior, lo que quizás indique una conexión continua con otras partes del mundo, probablemente África debido a su proximidad. La similitud entre los taxones de huevos de saurópodos europeos e indios sugiere una migración intercontinental de animales entre la India, Europa y América del Sur durante el Cretácico, a pesar de las barreras de agua.

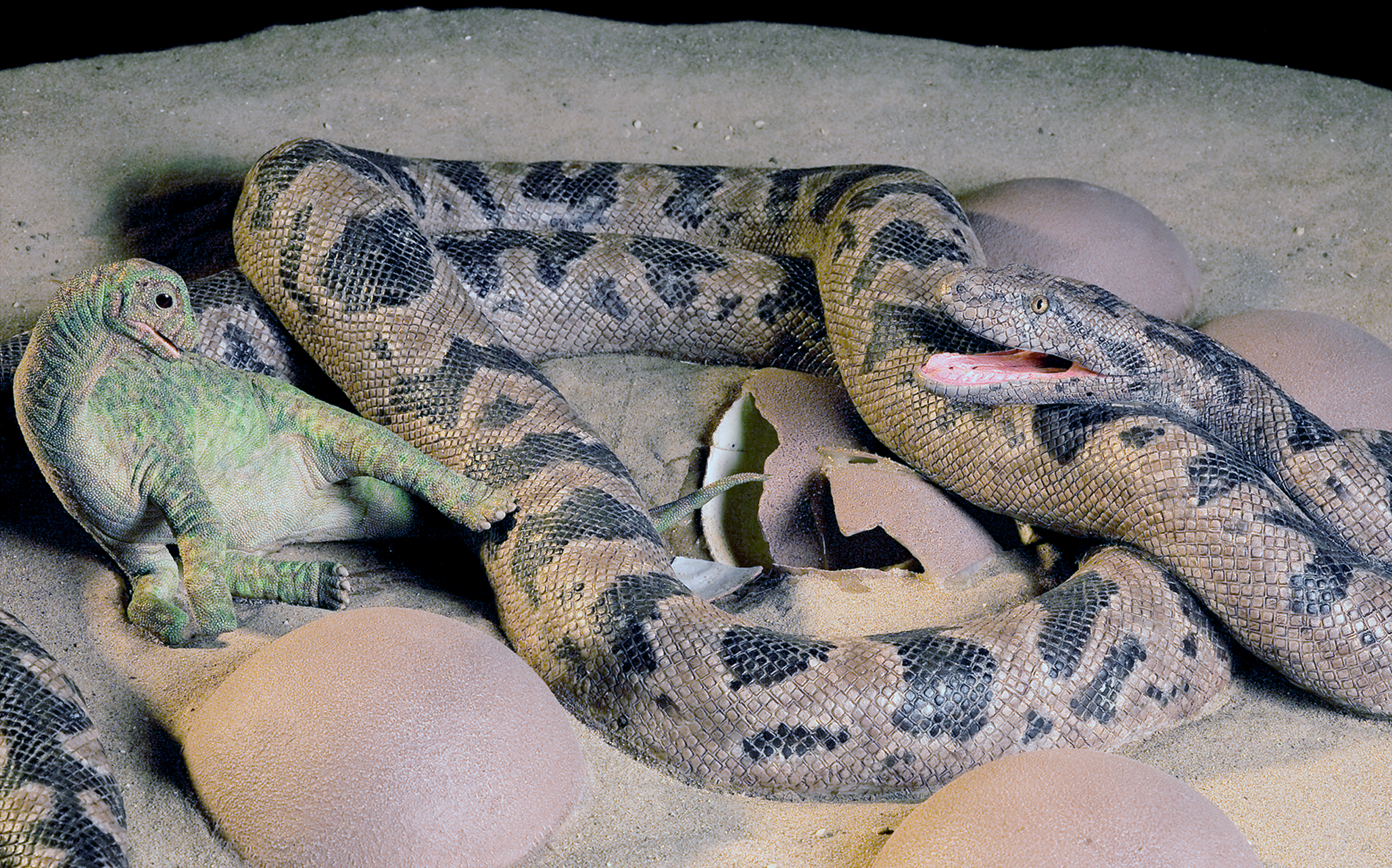
Sanajeh alimentándose en un nido de titanosauriano.

Se han descrito varios dinosaurios de la Formación Lameta aparte de Rajasaurus, como el noasaurido Laevisuchus, los abelisáuridos Indosaurus, Indosuchus , Lametasaurus y Rahiolisaurus y los saurópodos titanosaurianos Jainosaurus, Titanosaurus e Isisaurus. La diversidad de dinosaurios abelisauroideos y titanosaurios en el Cretácico de la India indica que compartían afinidades cercanas con la vida de los dinosaurios de los otros continentes de Gondwana, que tenían habitantes similares. Los dinosaurios en la India probablemente se extinguieron debido a la actividad volcánica alrededor de 350.000 años antes del límite entre el Cretácico y el Paleógeno. Los dinosaurios probablemente evitaron áreas con respiraderos de fisuras volcánicas y flujos de lava.

## En la cultura popular
Para educar acerca de las formas extintas de vida, el Estudio Geológico de la India instaló modelos de tamaño natural de fibra de vidrio del Rajasaurus y Titanosaurus en su oficina regional en Lucknow. La construcción de estos primera implicó un modelo a escala de cerca de 10% de tamaño natural, que fue agrandado y erigido las armaduras de acero o jaulas para adaptarse al tamaño del cuerpo de los dinosaurios. Posteriormente, yeso de París fue utilizado en la jaula de acero para desarrollar la forma de los dinosaurios. Después de que se esculpiera la piel por completo, las capas de fibra de vidrio fueron utilizadas para crear un molde. Los moldes entonces fueron quitados para permitir el retiro del yeso de París, y entonces los moldes fueron colocados sobre las jaulas de acero y pintado para dar forma final a los dinosaurios.
La instalación se presenta en un ambiente apropiado, con las representaciones de las plantas que existieron durante era mesozoica. También se exhiben los huesos, la vértebra, los huevos y los coprolitos de dinosaurios saurópodos y de los huevos fósiles de Rajasaurus recogido de Guyarat y de Madhia Pradesh. Los dos modelos expuestos tiene un costo estimado de Rs 14 lakhs, 140.000 rupias, el equivalente de 28 000 dólares estadounidenses, en una maqueta con las plantas cretáceas por ejemplo Araucaria bidwilli, Areca concinna, Areca catechu, Artocarpus sp., Sterculia unens, Nypa fruticans, Cycas revoluta, Cycas rumphii, Pequeñas hojas de palma, Anchusa officinalis, Magnolia, Cryptogramma crispa y otras. Un cráneo de Rajasaurus es la principal exhibición del Museo de Calcuta, en Bengala, India.
El estado de Gujarat ha declarado el sitio de fósiles en Balasinor como un "parque de dinosaurios", a veces llamado el "Parque Jurásico de la India" en referencia a la película de 1993, en respuesta a la avalancha masiva del turismo, cuya atracción principal es Rajasaurus. En Rahioli, se erigió una estatua de tamaño natural en honor a su descubrimiento. El parque temático indio Adlabs Imagica presenta el Rajasaurus River Adventure, un paseo acuático que sigue al ficticio "Dr. Roy" a través de la prehistoria. La princesa Aliya Babi, de la familia real de Balasinor, se convirtió en una entusiasta de los dinosaurios después de que vio los esfuerzos hechos por GSI en Rahioli para desenterrar los fósiles, y esfuerzos hechos de promover el turismo de dinosaurios a Rahioli para mostrar sus millones de años de herencia de dinosaurios. Ella también creó un pequeño museo en su hotel, «con algunos fósiles y huevos que los turistas pueden ver y sentir, emocionándose al tocar algo que vivió millones hace de años».